# Zuid-Korea op de Olympische Winterspelen 1980
Tijdens de Olympische Winterspelen van 1980, die in Lake Placid (Verenigde Staten) werden gehouden, nam Zuid-Korea voor de achtste keer deel.

## Deelnemers en resultaten

### Alpineskiën
| Olympiër   | Discipline       | Resultaat | Prestatie                        |
| ---------- | ---------------- | --------- | -------------------------------- |
| Hong In-gi | afdaling (m)     | 40e       | 2.03,08 (+17,58)                 |
| Hong In-gi | reuzenslalom (m) | 49e       | 3.20,80 (+40,06) 1.39,30+1.41,50 |
| Hong In-gi | slalom (m)       | dnf-1     | opgave run 1                     |

### Kunstrijden
| Olympiër      | Discipline | Resultaat | Prestatie               |
| ------------- | ---------- | --------- | ----------------------- |
| Shin Hae-sook | vrouwen    | 20e       | pc. 186,0; 128,2 punten |

### Langlaufen
| Olympiër        | Discipline | Resultaat | Prestatie              |
| --------------- | ---------- | --------- | ---------------------- |
| Hwang Byung-dae | 15 km (m)  | 59e       | 53.05,60 (+11.07,97)   |
| Hwang Byung-dae | 30 km (m)  | dnf       | opgave                 |
| Kim Dong-hwan   | 15 km (m)  | dnf       | opgave                 |
| Kim Dong-hwan   | 30 km (m)  | 51e       | 1:51.13,35 (+24.10,55) |
| Kim Nam-young   | 15 km (m)  | 58e       | 53.05,55 (+11.07,92)   |
| Kim Nam-young   | 30 km (m)  | dnf       | opgave                 |

### Schaatsen
| Olympiër      | Discipline   | Resultaat | Prestatie           |
| ------------- | ------------ | --------- | ------------------- |
| Lee Young-ha  | 500 m (m)    | 19e       | 39,33 (+1,30)       |
| Lee Young-ha  | 1000 m (m)   | 22e       | 1.20,04 (+4,86)     |
| Lee Young-ha  | 1500 m (m)   | 22e       | 2.02,37 (+6,93)     |
| Na Yun-su     | 1500 m (m)   | 26e       | 2.06,65 (+11,21)    |
| Na Yun-su     | 5000 m (m)   | 24e       | 7.39,62 (+37,33)    |
| Na Yun-su     | 10.000 m (m) | 23e       | 16.00,41 (+1.32,28) |
| Kim Yeong-hui | 1000 m (v)   | 34e       | 1.34,17 (+10,07)    |
| Kim Yeong-hui | 1500 m (v)   | 25e       | 2.20,23 (+9,28)     |
| Kim Yeong-hui | 3000 m (v)   | 22e       | 4.58,41 (+26,28)    |
| Lee Nam-soon  | 500 m (v)    | 14e       | 43,85 (+2,07)       |
| Lee Nam-soon  | 1000 m (v)   | 26e       | 1.31,30 (+7,20)     |
| Lee Seong-ae  | 1000 m (v)   | 30e       | 1.32,04 (+7,94)     |
| Lee Seong-ae  | 1500 m (v)   | 26e       | 2.20,67 (+9,72)     |
| Lee Seong-ae  | 3000 m (v)   | 24e       | 4.58,77 (+26,64)    |

Andorra · Argentinië · Australië · België · Bolivia · Bondsrepubliek Duitsland · Bulgarije · Canada · China · Costa Rica · Cyprus · Duitse Democratische Republiek · Finland · Frankrijk · Griekenland · Groot-Brittannië · Hongarije · IJsland · Italië · Japan · Joegoslavië · Libanon · Liechtenstein · Mongolië · Nederland · Nieuw-Zeeland · Noorwegen · Oostenrijk · Polen · Roemenië · Sovjet-Unie · Spanje · Tsjecho-Slowakije · Verenigde Staten · Zuid-Korea · Zweden · Zwitserland